# Glenea
Glenea — род жесткокрылых из семейства усачей.

## Описание
Тело умеренно вытянутое. Переднеспинка продолговатая, параллельносторонняя. Надкрылья с резко выступающими плечевыми продольными рёбрышками.

## Систематика
В составе рода:
- Glenea diana Thomson, 1865
- Glenea mouhoti Thomson, 1865
- Glenea pulchra Aurivillius, 1926